# Mária mennybevétele székesegyház (Berat)
A Mária mennybevétele székesegyház (albán Katedralja Fjetja e Shën Mërisë), vagy előző nevén Szűz Mária-templom (albán Kisha e Shën Mërisë) egy korábbi istenháza helyén 1797-ben késő bizánci stílusban épült templom az albániai Berat 2008 óta világörökségi védelmet élvező történelmi városrészében. A székesegyház a berati várnegyed északi részén fekszik, és 1986 óta az Onufri Nemzeti Ikonográfiai Múzeum állandó tárlatának ad otthont.

## Története
A templom 1797-ben épült egy korábbi, 13. századi istenháza átépítésével, bár régészeti ásatások arra utalnak, hogy már a 11. században is templom állt ezen a helyen. A belvárosban lévő székesegyházat az 1967-ben állami ateizmust hirdető kommunista hatóságok lerombolták, helyére épült fel a városháza, és ekkor lett Berat főtemploma a Mária mennybevétele székesegyház. 1986-ban ikonművészeti múzeummá alakították át, és bár a templomberendezést megőrizték, Berat püspöke csak a húsvéti liturgikus időszakban celebrál misét az épületben.
1948-ban a templom műemléki védelemben részesült, 1971-ben és 1973-ban védettségét megerősítették, 1977-ben pedig teljes körű felújításon esett át.
A szentélyrekesztő mögött, a padlóban elrejtve 1968 augusztusában találtak meg két páratlan értékű kora középkori kódexet, a 6. századi Codex Purpureus Beratinust és a 9. századi Codex Aureus Anthimit, amelyeket azóta a tiranai Állami Központi Levéltárban őriznek.

## Leírása
A Mária mennybevétele székesegyház háromhajós bazilika, alapterületét tekintve a berati várnegyed legnagyobb temploma. Nyeregtetős tetőszerkezetét a naosz (gyülekezeti tér) fölött két, festett leveles oszlopfőkkel záródó oszlopokra és alacsony kupoladobra támaszkodó kupola zárja le. Az épület délkeleti végénél nyeregtetős, áttört kő harangláb magasodik a héjazat fölé. Az eredetileg 13. századi templom északnyugati tájolású narthexét (előcsarnokát) a 18. századi átépítéskor elbontották, ma ennek helyén állnak a múzeum modern kiállítóhelyiségei, de a templom felőli falon töredékesen fennmaradt néhány 13. századi freskórészlet is. A déli hosszanti falhoz egy oldalt nyitott, oszlopos exonarthex csatlakozik, falába az eredeti templom néhány kő díszítőelemét is beépítették. Ma a látogató az exonarthexen keresztül lép be a templom belső terébe.
A 18. századi freskók csak töredékesen maradtak fenn a naoszban. Ez egyrészt a páratartalom számlájára róható, másrészt annak következménye, hogy az ateista kampány idején, 1967-ben átmeszelték a templom falait, s ennek során a festmények java része elpusztult. A délkeleti kupola alatti padlórészen egy színezett kőlapokból kirakott napábrázolás látható, ami elég általános motívum a korszak albániai és epiruszi templomaiban. A mozaik központi részének hatszögű csillaga Isten teremtő munkálkodásának hat napjára utal, ezt a Szentléleket szimbolizáló kettős háromszög vonalai törik át. Mindezt a hónapokat jelölő tizenkét kőbetét és háromszög alakú festett kőlapok foglalják a napra emlékeztető, kör alakú keretbe.
Eredeti állapotukban maradtak meg a fő- és mellékhajók faragott stallumai, a szintén díszesen faragott szószék és a püspöki trón. A templombelső berendezésének legértékesebb darabja azonban az ikonosztáz, az epiruszi fafaragóhagyomány egyik legjelesebb példája. Maga a szentélyrekesztő diófából készült, faragásán 1797 és 1811 között dolgozott két helyi mester, Stefan Barka és Naum Misrasi. Indamotívumokkal mívesen faragott pilléreinek felső részét biblikus és mitikus állatalakok népesítik be, a szentélyajtó fölött az utolsó vacsora ábrázolása, valamint egy bizánci kétfejű sas alakja látható. A szentélyrekesztő lunettáit faragott keresztény szimbólumok és bibliai jelenetek díszítik. Az ikonosztáz főfalán elhelyezett ikonok a Pantokrátor, Keresztelő János, Szűz Mária és a kisded Jézus, Mária mennybevétele és a megváltás szokásos ábrázolásai. Az ikonosztáz felső képsorai Jézus életének egy-egy jelenetét elevenítik fel, a legfelső sor mandorláiban pedig szentek és próféták portréi sorakoznak. Egy részük Onufri és Joan Çetiri régebbi, más, azóta elpusztult berati templomokból áthozott munkái, az ikonok java része azonban a 19. században alkotó helyi mester, Gjon keze alól kerültek ki.